# Số vòng quay tài sản lưu động
Số vòng quay tài sản lưu động là một trong những tỷ số tài chính để đánh giá hiệu quả hoạt động của doanh nghiệp qua việc sử dụng tài sản lưu động. Tỷ số này được tính bằng cách lấy doanh thu trong một kỳ nhất định chia cho giá trị bình quân của tài sản lưu động trong cùng kỳ. Giá trị bình quân tài sản lưu động bằng trung bình cộng của giá trị đầu kỳ và giá trị cuối kỳ.
Số vòng quay tài sản lưu động còn cho biết mỗi đồng tài sản lưu động đem lại cho doanh nghiệp bao nhiêu đồng doanh thu.